# Centrum (Świętochłowice)
Centrum, dzielnica Świętochłowic. Od północy graniczy z Lipinami, Piaśnikami i Chorzowem, od zachodu z Rudą Śląską, od południa ze Zgodą, a od wschodu ponownie z Chorzowem.
W Centrum znajduje się gmach Urzędu Miejskiego z początku XX w. Obok znajduje się wieża ciśnień z 1909. Znajdują się też tam dwa kościoły: katolicki św. Piotra i Pawła z 1891 i ewangelicki im. Jana Chrzciciela z 1901. Naprzeciwko tego kościoła znajduje się dawna Dyrekcja Kopalń i Hut Donnersmarcków z końca XIX wieku. Ulica Katowicka znajdująca się w dzielnicy jest głównym deptakiem Świętochłowic i wizytówką miasta.